# Jadowniki Bielskie
Jadowniki Bielskie (niem. Wartenberg) – wieś w Polsce położona w województwie kujawsko-pomorskim, w powiecie żnińskim, w gminie Żnin.
W latach 1975–1998 miejscowość administracyjnie należała do województwa bydgoskiego. Według Narodowego Spisu Powszechnego (III 2011 r.) liczyła 153 mieszkańców. Jest 29. co do wielkości miejscowością gminy Żnin.

## Zabytki
Według rejestru zabytków NID na listę zabytków wpisany jest park dworski z 2. połowy XIX w., nr rej.: 172/A z 15.06.1985.